# Chrysosplenium nudicaule
Chrysosplenium nudicaule là một loài thực vật có hoa trong họ Saxifragaceae. Loài này được Bunge miêu tả khoa học đầu tiên năm 1830.